# Paul Ratz
Paul Ratz (* 27. Oktober 1898 in Herrieden; † 1969) war ein deutscher Jurist, u. a. Verteidiger während der Nürnberger Prozesse.

## Leben
Paul Ratz studierte an der Universität München und Würzburg. Später promovierte er. Am 20. Dezember 1937 beantragte er die Aufnahme in die NSDAP und wurde rückwirkend zum 1. Mai desselben Jahres aufgenommen (Mitgliedsnummer 5.496.749). Als Richter war er am Oberlandesgericht Nürnberg. Nach dem Krieg wurde er mit der Kategorie 4 „Mitläufer“ entnazifiziert.
Im Prozess Wirtschafts-Verwaltungshauptamt der SS (Fall 4 der Nachfolgeprozesse; USA gegen Oswald Pohl et al.), welcher ohne Revision von Anfang April 1947 bis Anfang November 1947 dauerte, war er alleiniger Verteidiger von Hermann Pook. Pook wurde in drei Anklagepunkten für schuldig befunden und zu 10 Jahren Haft verurteilt, aus welcher er 1951 vorzeitig entlassen wurde.
Im Prozess Rasse- und Siedlungshauptamt der SS (Fall 8 der Nachfolgeprozesse; USA gegen Ulrich Greifelt et al.), der von Ende Oktober 1947 bis Mitte März 1948 dauerte, war er Verteidiger von Max Sollmann. Sollmann wurde in einem von drei Anklagepunkten für schuldig befunden und zu 2 Jahren und 8 Monaten verurteilt, welche bereits durch die Untersuchungshaft abgegolten war, sodass Sollmann direkt nach dem Urteilsspruch freikam.
Im darauffolgenden Einsatzgruppen-Prozess (Fall 9 der Nachfolgeprozesse; USA gegen Otto Ohlendorf et al.), welcher von Mitte August 1947 bis Ende Juli 1948 dauerte, war er Verteidiger von Waldemar von Radetzky. Von Radetzky wurde zu 20 Jahren Haft verurteilt, aber bereits 1951 vorzeitig entlassen.
Später war er als Oberlandesgerichtsrat gemeinsam u. a. mit Dieter Brüggemann und Robert Fischer Bearbeiter des Großkommentars Handelsgesetzbuch, welcher ursprünglich durch Hermann Staub begründet worden war.

## Veröffentlichungen (Auswahl)
- Das Prozeßrisiko. Zugleich als Beitrag zur Neugestaltung des deutschen bürgerlichen Rechtsverfahrens. In: Archiv für die civilistische Praxis, 138. Band, Heft 3, 1934, S. 257–300.
- Grundsätze eines neuen Zivilprozesses. In: Archiv für die civilistische Praxis, 141. Band, Heft 1, 1935, S. 1–64.
- Die Verhandlungsmaxime. Ein Beitrag zur Zivilprozeßreform. In: Archiv für die civilistische Praxis, 143. Band, Heft 3, 1937, S. 282–314.
- Über die völkerrechtlichen Grundlagen des Londoner Statuts vom 8. August 1945 und des Kontrollratsgesetzes Nr. 10. In: Archiv des Völkerrechts, 3. Band, Nr. 3, Mai 1952, S. 275–299.